# Robert Franklin Stroud
Robert Franklin Stroud   (Seattle, 28 de gener de 1890 - Springfield, 21 de novembre de 1963) va ser un presoner d'Alcatraz que va trobar consol del seu aïllament criant i venent ocells. Robert és més conegut com a «l'ocellaire d'Alcatraz» per la seva afició a la canaricultura i les seves investigacions realitzades mentre estava a la presó, experiència reflectida en un llibre i una pel·lícula. Tot i que el seu renom es refereix a Alcatraz, en realitat Stroud va tenir els seus ocells a la penitenciaria de Leavenworth, Estats Units, en un període anterior a quan fou transferit a Alcatraz, d'on li ve la fama.

## Biografia
Stroud va néixer a Seattle, Washington, fill d'Elizabeth i Ben Stroud, de procedència alemanya o austrohongaresa. Va ser el primer fill de la parella, tot i que la seva mare tenia dues filles anteriors d'un altre matrimoni. El 1903, Stroud va marxar de casa als tretze anys. Cinc anys més tard, el 1908, quan era a la frontera de Cordova (Alaska) es va trobar amb Kitty O'Brien, dona de trenta-sis anys amb la qual va començar una relació. Kitty es guanyava la vida com a corista i prostituta. Al novembre d'aquell any se'n van anar a Juneau.

## Arrest i empresonament
Segons Stroud, el 18 de gener de 1909, quan anava a treballar, un conegut de tots dos anomenat F. K. "Charlie" Von Dahmer, va agredir Kitty. Aquesta nit, Stroud es va enfrontar a Von Dahmer i per això es va produir una baralla, que va acabar amb la mort de Von Dahmer. Tanmateix, segons els informes policials de l'època, Kitty va continuar exercint la prostitució després d'arribar a Juneau, amb Stroud com a proxeneta seu. Els informes van establir que Stroud va colpejar Von Dahmer de manera inconscient i després li va disparar sense apuntar.
En qualsevol cas, Stroud va ser arrestat per aquests fets, mentre duia la cartera de Von Dahmer al damunt en el moment de l'arrest. Tot i que la seva mare Elizabeth li va aconseguir un advocat, el 23 d'agost de 1909, va ser jutjat i acusat d'homicidi, i sentenciat a dotze anys de presó al penal de McNeil Island de Puget Sound. El crim de Stroud va ser tractat com un cas federal, ja que Alaska no tenia encara jurisdicció pròpia en aquella data.

## Vida a la presó

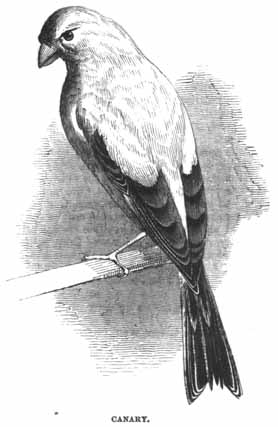
Esbós d'un canari a carbonet.

Mentre va estar a l'illa McNeil, Stroud va assaltar el dispensari d'un hospital (que havia informat a l'administració que havia intentat obtenir morfina a través d'amenaces i amb intimidació) i sembla que també va apunyalar un company reclús que estava involucrat en un intent de contraban d'estupefaents.
El 5 de setembre de 1912, Stroud va ser condemnat a un període addicional de sis mesos pels atacs, i fou traslladat de l'illa McNeil a la penitenciaria federal, a Leavenworth (Kansas), Kansas. Mentre va estar allà, es va donar el cas que Stroud fos reprès per un guàrdia a la cafeteria per una violació menor de la normativa. Tot i que la infracció no era greu, podria haver anul·lat la visita a Stroud del seu germà petit, el qual no havia vist en vuit anys. Com a conseqüència, Stroud va apunyalar i va matar aquest guàrdia, Andrew Turner, el 26 de març de 1916. Va ser sentenciat a ser executat a la forca el 27 de maig i condemnat a esperar l'execució en una cel·la d'aïllament. El judici va ser posteriorment anul·lat i en un altre judici posterior fou condemnat a una pena de cadena perpètua, la qual també va ser anul·lada, després que el cas arribés a la Cort Suprema dels Estats Units, que va demanar un nou judici més, el qual es va fixar pel maig de 1918. El 28 de juny, novament fou condemnat a la forca. Encara que la Cort Suprema va intervenir, només va ser per defensar la pena de mort, que estava previst que es portés a terme el 23 d'abril de 1920.
En aquest punt, la mare de Stroud va fer una crida al president Woodrow Wilson i la seva dona, Edith Bolling Wilson, cosa que va detenir l'execució. La sentència de Stroud va ser altre cop commutada a cadena perpètua. El director de Leavenworth, TW Morgan, no va quedar satisfet amb la decisió i va ordenar que Stroud estigués confinat a passar la resta de la seva condemna en una cel·la d'aïllament.
El 1963, un jove advocat que va fer campanya per John F. Kennedy a Califòrnia va prendre la causa de Stroud per alliberar-lo. Aquest advocat va ser Richard M. English de Califòrnia. Es va reunir amb l'expresident Truman per aconseguir el seu suport, però el president Truman no va estar-hi d'acord. També es va reunir amb alts funcionaris de l'administració Kennedy que estaven estudiant el cas.
English també va prendre l'última foto de Stroud en què apareix amb una visera verda. El director de la presó va tractar d'incriminar English acusant d'introduir una cosa aliena a la presó, però les autoritats van evitar prendre cap mesura per aquest fet.
Després de la mort de Stroud, els seus béns personals es van lliurar a English, en qualitat del seu últim advocat representant. English lliurar després algunes de les possessions a la Societat Audobon.

## La llegenda de l'home de les aus

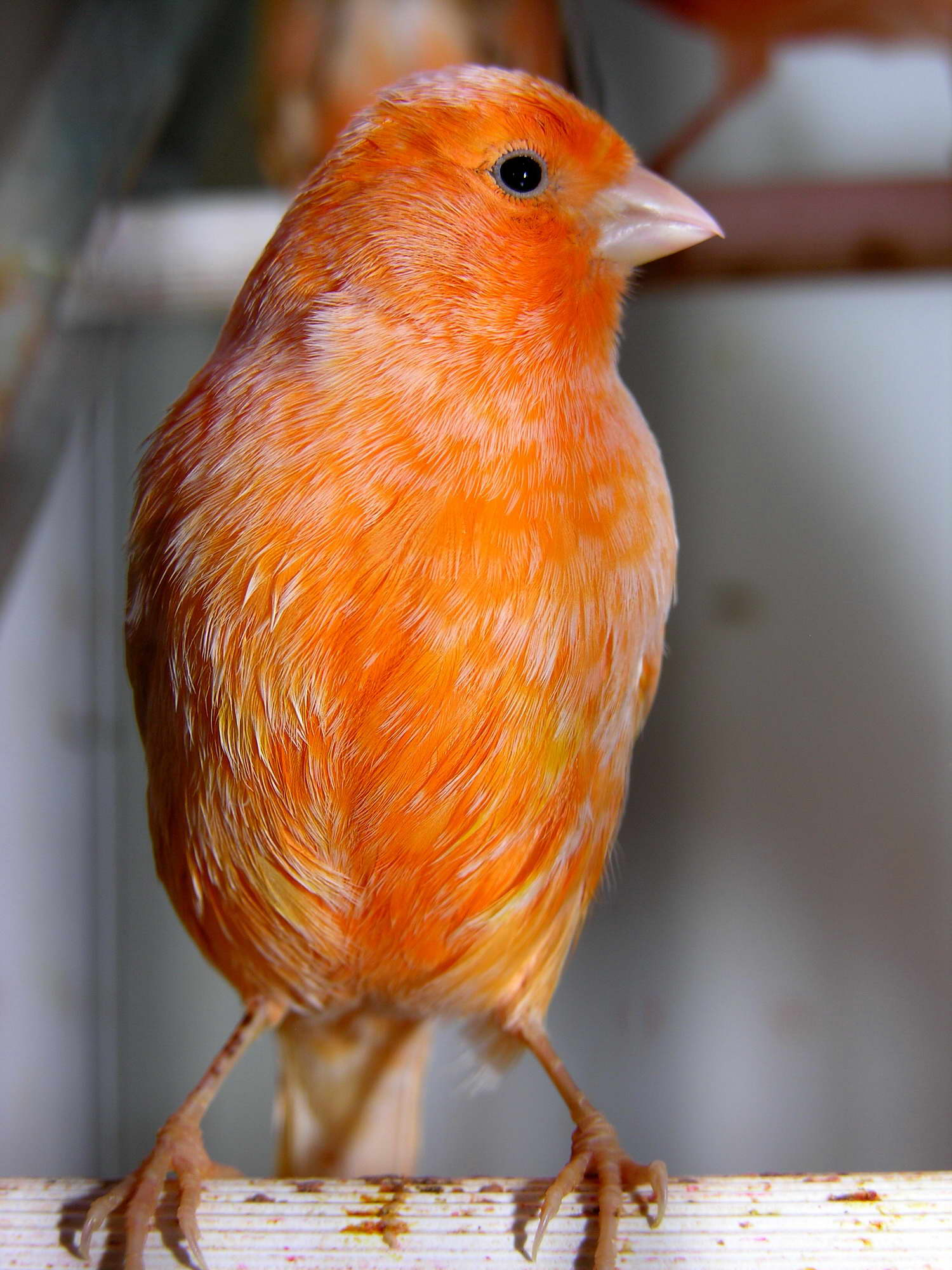
Canari.

Mentre era a Hays, Stroud trobar tres pardals ferits al pati de la presó i els va recollir. Llavors va començar a ocupar el seu temps recuperant i cuidant ocells, passant ràpidament dels pardals als canaris, els quals podia vendre i així ajudar la seva mare. Poc després, l'administració de Leavenworth va canviar i va passar a ser dirigida per un nou director. Impressionat amb la idea de mostrar Leavenworth com una presó on era possible la rehabilitació dels presos, el nou director va dotar la cel·la de Stroud amb gàbies, elements químics i tot allò necessari per facilitar les activitats ornitològiques del pres. Els visitants observaven l'aviari de Stroud i molts d'ells li compraven els seus canaris. Al llarg dels anys, va criar prop de tres-cents d'aquests ocellets en les seves cel·les i va escriure dos llibres sobre ells: Diseases of Canaries i Stroud's Digest on the Diseases of Birds, (ambdós tenen una edició en castellà de principis dels 80 bastant difícil de localitzar perquè està descatalogada). Va fer importants contribucions a l'estudi de les malalties de les aus, principalment una cura per les malalties que els produïen hemorràgies. Per això es va guanyar-se el respecte i també un cert nivell de simpatia entre els amants dels ocells.
Al cap de poc, les activitats de Stroud es van convertir en un problema per a l'administració penitenciària. D'acord amb les normes, cada carta enviada o rebuda a la presó havia de ser llegida, copiada i aprovada. Stroud estava tan ficat en el seu negoci que necessitava una secretària a temps complet. A més, la major part del temps tenia els ocells solts dins de la seva cel·la. Amb l'elevat nombre d'animals que tenia, la cel·la estava bruta i Stroud va començar a oblidar la seva pròpia higiene. El 1931, un intent de fer que Stroud suspengués la seva activitat econòmica i que es desfés dels seus ocells va fer que ell i la seva futura esposa, Della Mae Jones, publiquessin la seva història en diaris i revistes, i van obtenir 50.000 signatures favorables, que es van enviar al president. El clam públic resultant va permetre que Stroud mantingués els seus animals, i a més se li permetés disposar d'una segona cel·la, tot i que també com a conseqüència els seus privilegis d'enviament i recepció de correspondència es van veure molt minvats.
El 1933, però, Stroud va fer una crida per donar a conèixer el fet que ell no havia rebut cap royalty de la publicació del seu llibre Diseases of Canaries. Com a conseqüència, l'editor es va queixar davant el director i, com a resultat, es va iniciar un procés per traslladar-lo a Alcatraz, on no se li va permetre seguir amb els seus ocells. No obstant això, Robert va trobar una escletxa de la llei, pel qual podia romandre a Kansas si estigués casat allà. Per tant, Della Jones es va casar amb ell el 1933, i això no només va enfurismar els funcionaris de presons, que no van permetre el contacte amb la seva dona, sinó també la seva mare, que es va negar a parlar amb ell i va morir quatre anys després el 1937. No obstant això, Stroud va ser capaç de mantenir les seves aus i els seus negocis de venda de canaris fins que es va descobrir alguns anys després, que alguns dels equips que havia sol·licitat per al seu laboratori eren en realitat per destil·lar alcohol de forma casolana.

## Alcatraz

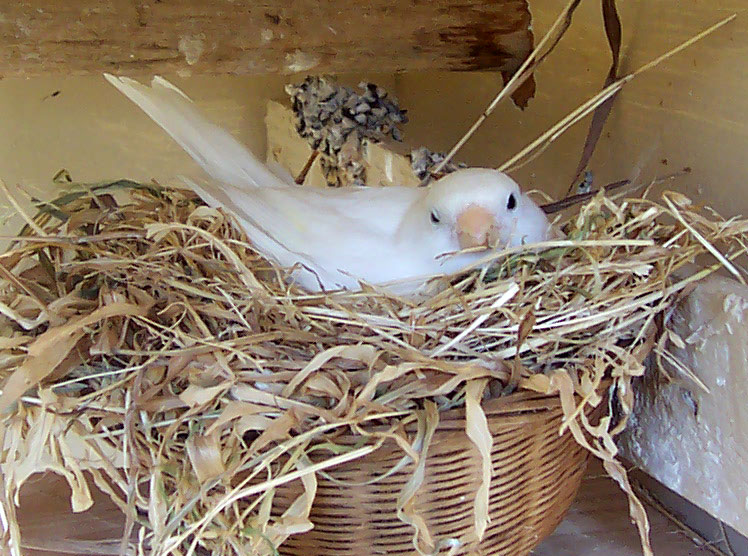
Canari femella niant.

Stroud va ser traslladat a Alcatraz el 19 de desembre de 1942. Mentrestant, va escriure dos manuscrits: Bobbie, una autobiografia, i Mirant fora, una història del sistema de presons dels Estats Units des de temps colonials fins a la formació del gabinet de presons. El jutge va determinar que Stroud tenia el dret d'escriure i tenir aquests manuscrits, però va mantenir la decisió del director de censurar la publicació.
Stroud va passar sis anys en aïllament i onze més confinat a l'ala hospitalària. Se li va permetre l'accés a la biblioteca de la presó i va començar a estudiar dret. Amb els seus nous coneixements, Stroud va iniciar una petició al govern argumentant que la seva llarga pena de presó incloïa penes cruels i inusuals. El 1959, a causa de la seva delicada salut, Stroud va ser traslladat al Centre Mèdic Federal per als reclusos, a Springfield, Missouri. No obstant això, els seus intents de ser posat en llibertat amb l'argument que la seva sentència era molt llarga i amb càstigs cruels i exemplars van ser infructuosos. El 21 de novembre de 1963, Robert Franklin Stroud moria al Centre de Springfield a l'edat de 73 anys, després de 54 anys d'empresonament, dels quals 42 es van produir en situació d'aïllament. Va estudiar francès en els últims anys de la seva vida.
Robert Stroud està enterrat a Metropolis, Illinois (Massac County).

## Vida personal
Inicialment, Stroud tenia una estreta relació amb la seva mare. Ella el va ajudar amb els procediments legals en moltes ocasions, fins i tot amb la gestió per obtenir la simpatia del president sobre el seu fill per revocar la pena de mort. Robert es mantenia ocupat amb la seva empresa d'aus i tenia al seu favor molts amants de les aus, i va començar una correspondència regular per carta amb una dona anomenada Della Mae Jones, que era una investigadora d'ocells, fet que va donar lloc al seu trasllat a Kansas el 1931 i que va iniciar un negoci amb Stroud, de venda dels seus medicaments. La mare de Stroud mai va donar el seu beneplàcit a la relació i per això va deixar de parlar al seu fill, allunyant-se de la zona de Leavenworth. Ella també va argumentar en contra durant la sol·licitud de llibertat condicional, cosa que es va convertir en un dels principals obstacles en els seus intents d'obtenir la llibertat.

## El llibre i la pel·lícula
La vida de Stroud es va convertir en l'argument d'un llibre de 1955 escrit per Thomas E. Gaddis, anomenat L'home d'Alcatraz, el qual va ser portat al cinema el 1962 per Guy Trosper. La pel·lícula va ser dirigida per John Frankenheimer i protagonitzada per Burt Lancaster en el paper de Robert F. Stroud. També van intervenir-hi altres actors com ara Karl Malden com a director de la presó, i Thelma Ritter interpretant la seva mare. Stroud mai no va ser autoritzat a veure la pel·lícula. En la seva estrena, durant la projecció de la cinta, es van distribuir octavetes demanant la seva posada en llibertat o la llibertat condicional (sense èxit).

## Veritat i ficció
D'acord amb els qui van conèixer Stroud a la presó, la suau caracterització de la seva forma de ser, tal com es presenta en el llibre de Gaddis i la posterior pel·lícula van ser en gran manera ficció. A Full Circle with Michael Palin, un dels seus companys de presó va dir: Era un bala perduda. Era un noi que prosperava en el caos, disturbis, commoció. Li agradava que d'altres persones participessin en aquest tipus de coses, però mai va ser un participant. Quan se li va preguntar a Palin què en pensava de la pel·lícula, ell va contestar, Fantasia. Alguns han qüestionat l'afirmació que el trasllat de Stroud a Alcatraz fos degut en part a l'ús del seu equip per fer les begudes alcohòliques (que es mostra en la pel·lícula encara que no s'indiqui com a motiu del seu trasllat). També hi va haver denúncies de sadisme i pedofília que van ser plantejades a causa dels contes suposadament escrits per Stroud i presentat a les revistes per la seva possible publicació, inclosos els realitzats per Jim Fisher de The Kansas City Star que es va reunir i es va entrevistar amb Stroud al principi de la seva carrera i va llegir les seves històries prohibides.